# Nicholas Read
Nicholas Read (* 22. November 1958 in London) ist ein britisch-US-amerikanischer theoretischer Physiker, der sich mit quantenmechanischer  Vielteilchentheorie in der Festkörperphysik befasst.
Read studierte Physik an der Universität Cambridge (Bachelor-Abschluss 1980, Certificate of Advanced Study 1981) und wurde 1986 am Imperial College London in theoretischer Physik promoviert. Als Post-Doktorand war er an der Brown University und am Massachusetts Institute of Technology. 1988 wurde er Assistant Professor und 1995 Professor für Physik und Angewandte Physik an der Yale University.
Er befasste sich mit stark wechselwirkenden Vielteilchen-Fermionensystemen wie Systemen Schwerer Fermionen, Hochtemperatursupraleitern, quantenmechanische Theorie von Antiferromagneten und beim Quanten-Hall-Effekt (Fraktionaler QHE, halb-gefüllte Landauniveaus). Er wandte Methoden aus Eichfeldtheorien an (1/N Entwicklung, konforme Feldtheorien, nichtlineare Sigma-Modelle) und entwickelte (wie Jainendra K. Jain und Robert Willett, die dafür ebenfalls den Buckley-Preis erhielten) Modelle zusammengesetzter Fermionen insbesondere für den QHE.
2002 erhielt er den Oliver E. Buckley Condensed Matter Prize und 2015 die Dirac-Medaille (ICTP). Er ist seit 2013 Mitglied der American Academy of Arts and Sciences und seit 2017 der National Academy of Sciences sowie Fellow der American Physical Society, seit 2020 der Royal Society. 1991 erhielt er den Presidential Young Investigator Award. 1989 bis 1993 war er Sloan Research Fellow.